# Lynn van der Meer
Lynn van der Meer (19 de mayo de 1999) es una deportista neerlandesa que compite en escalada. Ganó una medalla de bronce en el Campeonato Europeo de Escalada de 2024, en la prueba de dificultad.

## Palmarés internacional
| Campeonato Europeo | Campeonato Europeo | Campeonato Europeo | Campeonato Europeo |
| Año                | Lugar              | Medalla            | Prueba             |
| ------------------ | ------------------ | ------------------ | ------------------ |
| 2024               | Villars (Suiza)    | Medalla de bronce  | Dificultad         |